# Sinocarum wolffianum
Sinocarum wolffianum är en flockblommig växtart som först beskrevs av Friedrich Karl Georg Fedde, och fick sitt nu gällande namn av P.K.Mukh. och Lincoln Constance. Sinocarum wolffianum ingår i släktet Sinocarum och familjen flockblommiga växter. Inga underarter finns listade i Catalogue of Life.